# Едріан (Джорджія)
Едріан (англ. Adrian) — місто (англ. city) в США, в округах Джонсон і Емануель штату Джорджія. Населення — 552 особи (2020).

## Географія
Едріан розташований за координатами 32°31′48″ пн. ш. 82°35′29″ зх. д. / 32.53000° пн. ш. 82.59139° зх. д. (32.529951, -82.591509).  За даними Бюро перепису населення США в 2010 році місто мало площу 3,68 км², з яких 3,56 км² — суходіл та 0,11 км² — водойми.

## Демографія
Згідно з переписом 2010 року, у місті мешкали 664 особи в 262 домогосподарствах у складі 161 родини. Густота населення становила 181 особа/км².  Було 307 помешкань (84/км²).
Расовий склад населення:
| - 61,1 % — білих - 32,1 % — чорних або афроамериканців - 0,6 % — корінних американців - 0,3 % — азіатів - 3,5 % — осіб інших рас |

До двох чи більше рас належало 2,4 %. Частка іспаномовних становила 5,0 % від усіх жителів.
За віковим діапазоном населення розподілялося таким чином: 28,8 % — особи молодші 18 років, 57,3 % — особи у віці 18—64 років, 13,9 % — особи у віці 65 років та старші. Медіана віку мешканця становила 33,8 року. На 100 осіб жіночої статі у місті припадало 80,4 чоловіків;  на 100 жінок у віці від 18 років та старших — 75,8 чоловіків також старших 18 років.
За межею бідності перебувало 38,5 % осіб, у тому числі 61,0 % дітей у віці до 18 років та 12,3 % осіб у віці 65 років та старших.
Цивільне працевлаштоване населення становило 207 осіб. Основні галузі зайнятості: виробництво — 30,4 %, освіта, охорона здоров'я та соціальна допомога — 23,2 %, роздрібна торгівля — 15,5 %, будівництво — 11,6 %.